# Katedrála svatého Petra (Beauvais)
Katedrála sv. Petra v Beauvais (francouzsky Cathédrale Saint-Pierre de Beauvais) je nedokončená katedrála ve městě Beauvais v departementu Oise, zaklenutá nejvyšší gotickou klenbou na světě.

## Historie

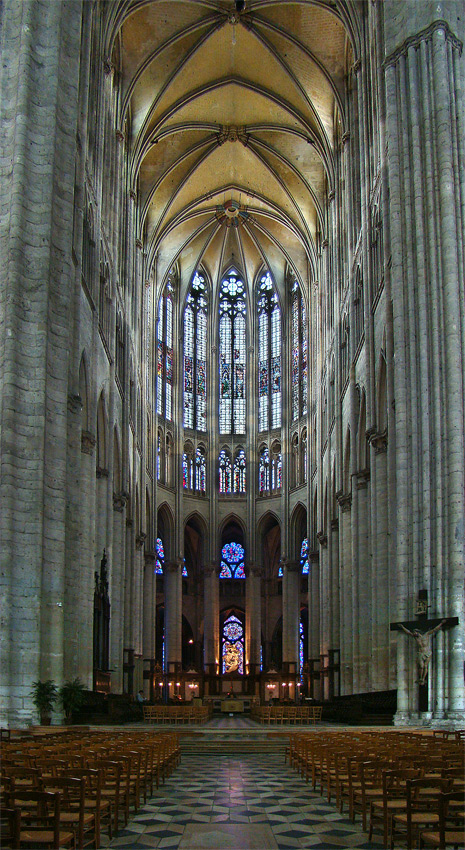
Interiér katedrály

Počátky kostela se datují do 10. století. Po požáru roku 1225 začala v následujícím roce výstavba nové katedrály. Město v té době patřilo k nejbohatším francouzským městům a místní katedrála měla být jednou z nejvelkolepějších staveb své doby. Kolem poloviny 13. století došlo během stavebních prací ke změně plánů, stavba chóru byla završena extrémně protaženými okny a klenbou v rekordní výšce přes 48 metrů. Chór byl dokončen v roce 1272, již v roce 1284 se zřítil. Důvodem zřícení nebyla výška stavby, ale chyby v opěrném systému. Při opravě byl zdvojen počet pilířů a tím opěrný systém posílen (přesto není katedrála dodnes zcela v pořádku a jsou nutná nákladná podpůrná opatření).
Po opravě stavba pokračovala budováním příčné lodi s bohatým pozdně gotickým jižním průčelím a následně mohutnou věží nad křížením. To se ukázalo být chybou, protože se věž krátce po dokončení v roce 1573 zřítila a poničila katedrálu. Klenba byla podruhé opravena v roce 1575, k úplné dostavbě však již nedošlo.
Katedrála byla budována současně s katedrálou v Amiens, takže je dnes obtížné určit, která z nich je vzorem pro druhou; další inspirací byla stavba katedrály svatého Štěpána v Bourges.

## Popis
Katedrála nemá věže a tvoří ji pětilodní chór s věncem sedmi kaplí a bohatě zdobená příční loď. Výška stavby je 67,2 m, délka 72,5 m, z toho 47 m tvoří chór a příční loď měří 58,6 m. Výška klenby dosahuje 48,5 m a je nejvyšší gotickou klenbou vůbec. Chór zvenčí podpírají – vedle obvyklých podpěr – ještě velmi štíhlé opěráky, navzájem svázané železnými tyčemi. Statiku budovy ohrožuje chybějící loď. V současné době (2010) se stavba opravuje a je uvnitř zajištěna provizorními dřevěnými vzpěrami. V několika kaplích jsou dochované vitráže ze 14., 15. a 16. století, při jižní stěně blízko vchodu jsou středověké hodiny a vedle nich bohatý astronomický orloj z roku 1866.

## Fotogalerie

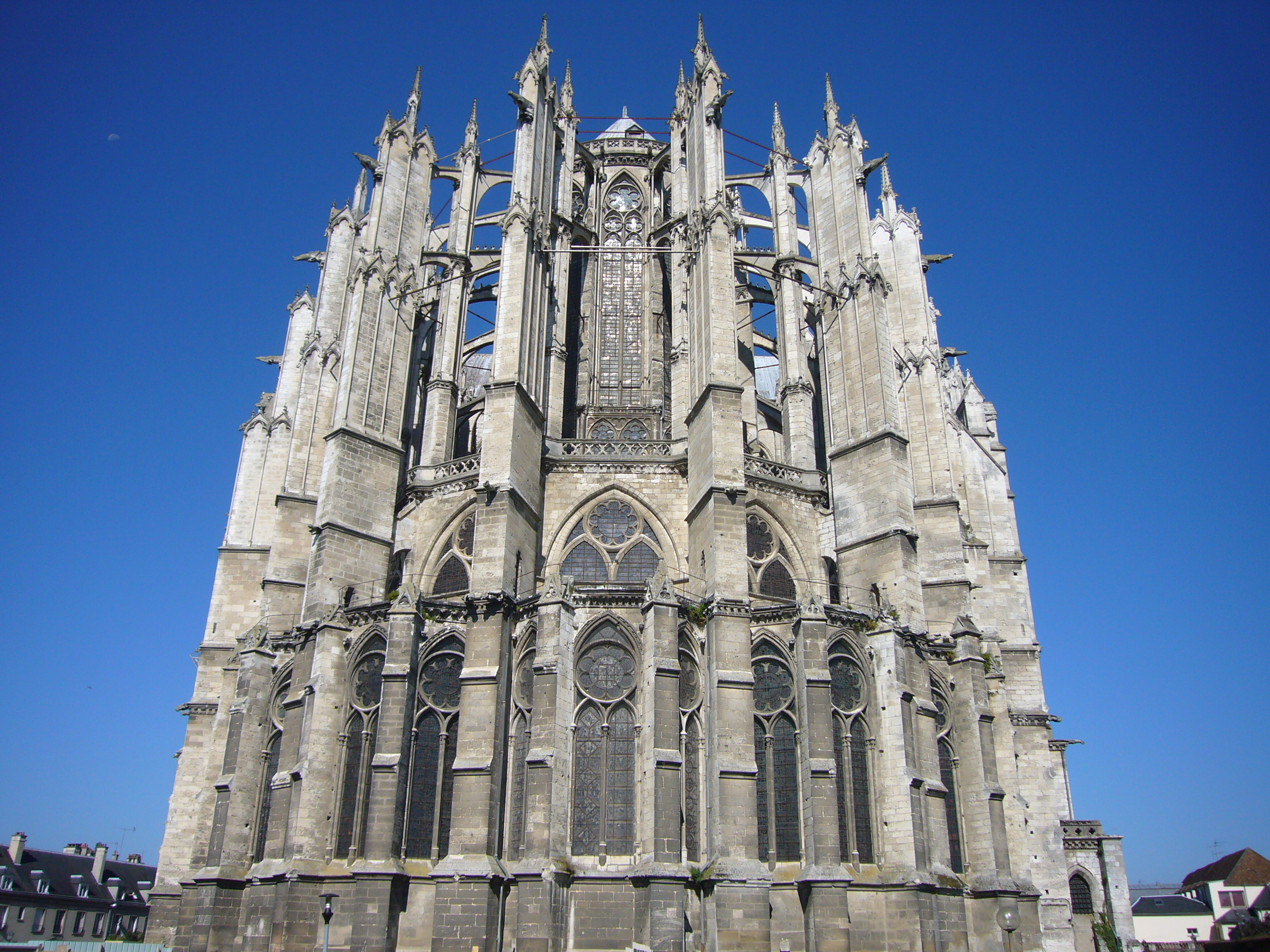
Chór od východu s opěráky
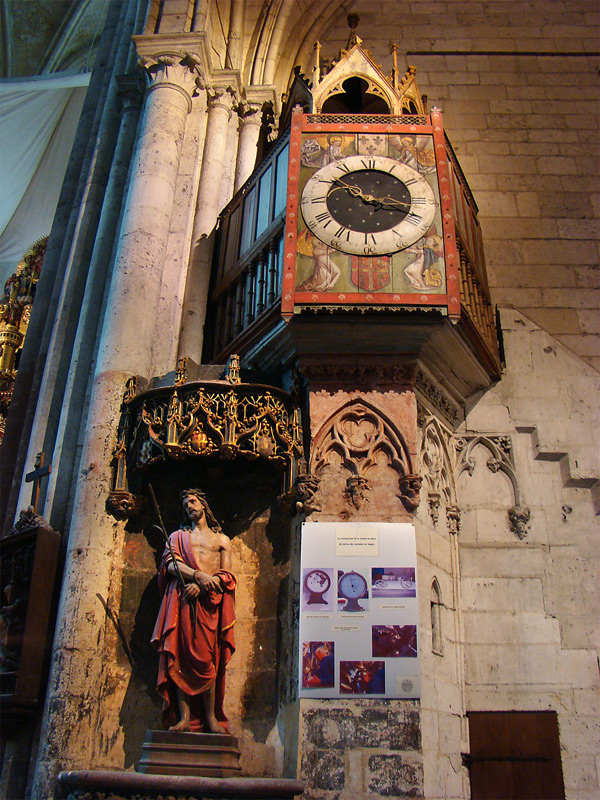
Středověké hodiny
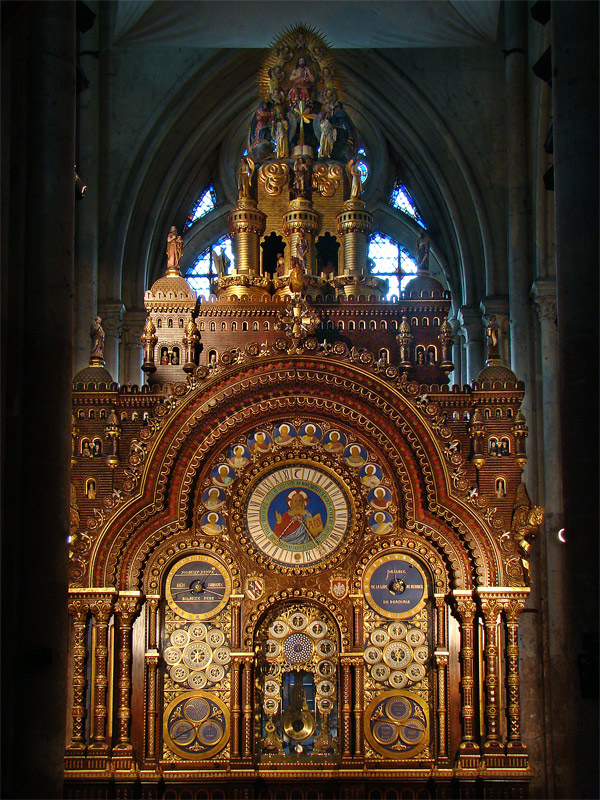
Astronomický orloj (1866)